# Judith Hees

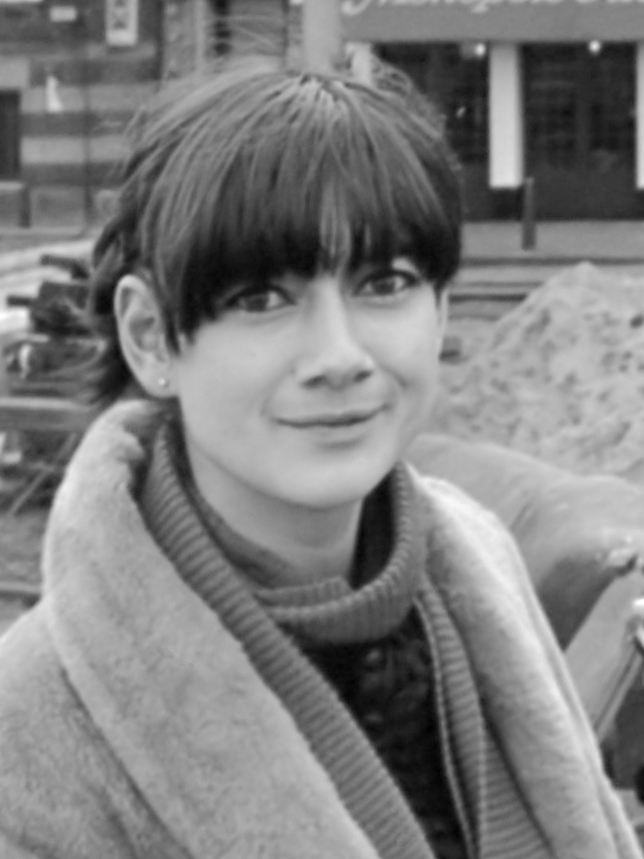
Judith Hees (1977)

Judith Hees (Hilversum, 29 november 1950) is een Nederlandse actrice, schrijfster en producente.

## Levensloop
Hees' vader was acteur en kapitein-luitenant ter zee Jan Willem Hees. Na afronding van het vwo in 1969 volgde ze vanaf 1970 de opleiding psychologie aan de Universiteit van Amsterdam, die ze in 1975 met succes afrondde. Twee jaar later debuteerde Hees als actrice in de speelfilm Het debuut. Eind jaren zeventig volgde een gastrol in de televisieserie Dubbelleven en de speelfilm Camping. Na jarenlang freelance te hebben gewerkt, verbond Hees zich in 1983 met toneelgroep Orkater. De samenwerking werd in 1985 verbroken.
In Nederland verwierf ze medio jaren negentig bekendheid met haar rol als Elisabeth Ansingh in de publieke soapserie Onderweg naar Morgen. Het personage was enkele maanden in de serie te zien. Na haar vertrek uit de serie speelde ze in 1995 een gastrol in de komedieserie M'n dochter en ik. In 1996 ging ze aan de slag voor Egmond Film en Televisie. Bij dit productiehuis werkte ze mee aan de dramaserie Meiden van De Wit, die in 2004 werd onderscheiden met de BNN Hoofdprijs voor Beste Dramaserie. Na een tienjarige samenwerking maakte Hees in 2006 de overstap naar Eyeworks Film & TV Drama. In haar functie als creatief producent en scripteditor was ze werkzaam voor dramaseries als Dokter Deen en Rembrandt en ik.